# Vápenná dolina
Vápenná dolina je údolí, které se rozkládá na západní straně středoslovenského pohoří Velká Fatra. Sahá až k severozápadnímu svahu hory Tlstá a je orograficky levou větví Gaderské doliny. Údolí je součástí Národního parku Velká Fatra a podléhá ještě další ochraně, jelikož leží v Národní přírodní rezervaci Tlstá.
Vápenná dolina je pojmenována po vápencových skalách, v nichž je údolí vyhloubeno. Jeho svahy pokrývá les, ale v horní části jsou četné skály a stěny s velkými převisy a jeskyněmi. Nejznámější z nich je krasová jeskyně Mažarná. Údolím vede značená turistická stezka.

## Turistické informace
část modré turistické značené trasy č. 2724 Vápenná dolina, ústie – Vapenná dolina – jeskyně Mažarná – Tlstá (vzdálenost 4 km)